# Берковичи
Берковичи (серб. Берковићи) —  населённый пункт (село) в Республике Сербской, Босния и Герцеговина. Центр общины Берковичи.

## Население
Численность населения села Берковичи по переписи 2013 года составила 247 человек.
По данным переписи 1991 года, из 159 человек общего населения 155 человек составили сербы (97,48 %) и 4 человека — боснийские мусульмане (2,52 %).